# Ernsta ploetzi
Ernsta ploetzi is een vlinder uit de familie van de dikkopjes (Hesperiidae). De wetenschappelijke naam van de soort is voor het eerst gepubliceerd in 1891 door Per Olof Christopher Aurivillius.
De soort komt voor in Guinee-Bissau, Guinee, Sierra Leone, Liberia, Ivoorkust, Ghana, Togo, Benin, Nigeria, Kameroen, Gabon, Congo-Brazzaville, Congo-Kinshasa, Oeganda, Kenia, Rwanda, Burundi, Tanzania, Angola en Zambia.